# Peggle
Peggle je logická videohra vyvinuta společností PopCap Games, která byla vydána v roce 2007 pro operační systémy MS Windows a Mac OS X. Později byla portována na mnoho jiných platforem. Existují dvě pokračování se stejnými herními mechanismy: Peggle Nights z roku 2008 a Peggle 2 z roku 2013.

## Popis hry
Úkolem hráče je pomocí kuličky odstranit z herní plochy všech 25 oranžových kolíků (tzv. pegů). Krom oranžových se ve hře vyskytují i jiné kolíky (asi sto v každé úrovni) a nerozbitné překážky. Na dolní straně je pohybující se zařízení chytající míčky, kterých má hráč na začátku kola deset. Ve hře jsou režimy „Adventure“ (dobrodružství), „Challenges“ (výzvy) a „Duel“. 
Základní je první z nich. Ten se skládá z padesáti pěti úrovní. Každých pět úrovní je možno využít speciální schopnost jednoho z deseti mistrů („Peggle Masters“). Prve se po pěti úrovních střídají, v posledních pěti si vybírá hráč dle svého uvážení. 
V režimu výzev hra obsahuje 75 výzev, které vyžadují, aby hráč dokončil desky za přísnějších požadavků, jako je nutnost získat předem daný počet bodů, vyčistit více oranžových kolíků, odstranit každý kolík z hrací plochy a podobně. Režim duel umožňuje hráči soutěžit s jinou osobou nebo počítačovou AI na stejné desce ve snaze dosáhnout nejvyššího skóre. V těchto dvou režimech obecně hra nabízí hráčům možnost vybrat si, kterého mistra chtějí použít.

## Přijetí
| Agregátor  | Skóre            |
| ---------- | ---------------- |
| Metacritic | 85/100 (Windows) |

| Udělil        | Skóre |
| ------------- | ----- |
| Eurogamer     | 9/10  |
| PC Gamer (UK) | 8/10  |
| PC Zone       | 83 %  |

Hra Peggle byla dobře přijata kritikou. Alec Meer z Eurogameru považoval hru za „neustálou sérii odměn“ v hratelnosti, grafice a zvuku. Erik Brudvig z IGN uvedl, že Peggle je „dostatečně jednoduché, aby si ho kdokoli mohl okamžitě užít“. 
Hra byla také nominována v kategorii nejlepší stahovatelné hry cen D.I.C.E. Peggle se umístilo na 40. místě v seznamu 100 nejoblíbenějších videoher všech dob podle časopisu PC Gamer v roce 2007.
Pro operační systém Windows se hra zpočátku neprodávala dobře, ale později se prodeje zvýšily. Peggle bylo, včetně zkušební verze, do začátku roku 2009 z internetu staženo více než padesáti milionkrát. Na Xbox Live Arcade byla hra nejprodávanější po dobu dvou týdnů a zůstala v první desítce aplikací několik týdnů. Verze pro iOS byla také velmi populární.